# Gerda III
Gerda III je člun používaný za druhé světové války pro záchranu dánských Židů. Dánská dívka Henny Sindingová, dcera majitele lodi, spolu s dalšími členy posádky pašovala pronásledované Židy z nacisty okupovaného Dánska přes úžinu Öresund do neutrálního Švédska. Podařilo se jim zachránit přibližně 300 osob. Člun byl ze služby vyřazen roku 1989. Byl darován do USA a zachován jako muzejní loď.

## Služba
Člun byl postaven roku 1928 pro organizaci zajišťující provoz majáků. Jeho úkolem bylo zásobování majáku Drogden v úžině Öresund. Vyroben byl z dubového a borového dřeva. Posádka byla čtyřčlenná.
V roce 1943 se prudce zhoršila situace dánských Židů. Dánští občané nesouhlasili s pronásledováním Židů. Dánští politici, hnutí odporu a představitelé židovské komunity získali informaci o chystaných transportech do koncentračních táborů. Následně se asi sedmi tisícům osob podařilo uprchnout na malých člunech před úžinu Öresund do neutrálního Švédska. Do evakuace se zapojilo cca 300 malých plavidel. Jedním z nich byl člun Gerda III, jehož posádce se pod zástěrkou obsluhy majáku v říjnu 1943 podařilo propašovat a tím zachránit před nacisty přibližně 300 Židů.
Posádku člunu tvořili Otto Anderson, John Hansen, Gerhardt Steffensen a Einar Tonnesen. Hlavní organizátorkou převážení uprchlíků byla tehdy 22letá Henna Sindingová, která byla členkou odbojové organizace Holger Danske 2 a zároveň dcerou ředitele organizace vlastnící člun Paula Sindinga. Uprchlíci byli na švédské pobřeží pašování v malých skupinách po asi 10–15 lidech. Nejdříve se schovali ve skladech, odkud byli tajně zavedeni po jednom na palubu lodi a uschováni v malém prostoru v podpalubí. Přestože loď byla před odplutím pravidelně kontrolována německými vojáky, ti nikdy nezkontrolovali nákladový prostor a uprchlíci zůstali neobjeveni. Možná jejich pozornost otupil fakt, že posádka člunu jim při každé kontrole nabídla pivo.
I po skončení této záchranné akce posádka plavidla Gerda III pomáhala hnutí odporu. Do konce války do Švédska přepravila 600–700 odbojářů, spojeneckých pilotů, či parašutistů.

## Muzejní loď

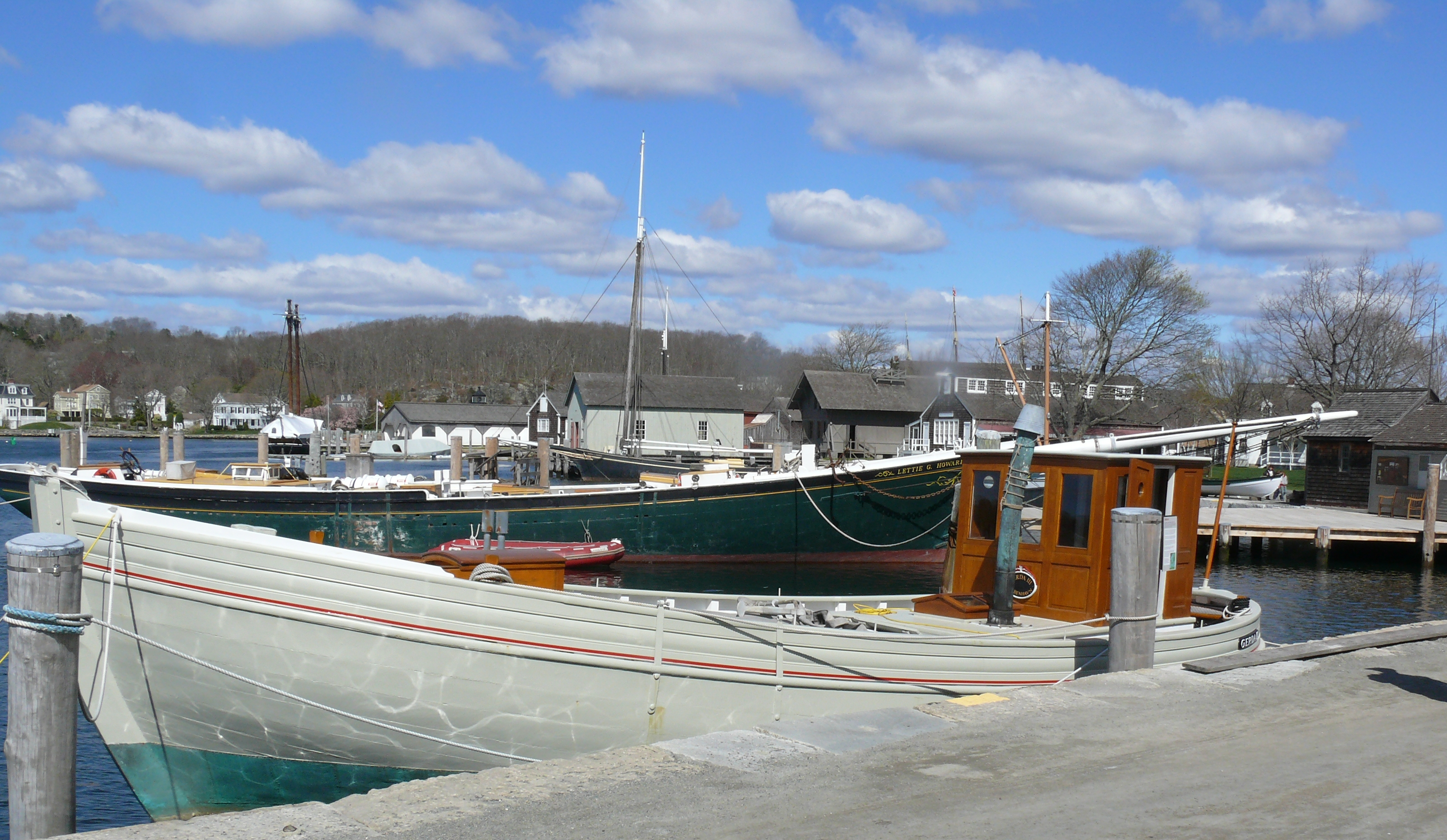
Gerda III

Gerda III byla po ukončení své aktivní služby v roce 1989 dánským parlamentem věnována americkému Muzeu židovského dědictví v New Yorku. Zároveň byl člun dánskou loděnicí J. Ring Anderson restaurován do původní podoby. Je vystavena v muzeu Mystic Seaport ve městě Mystic ve státě Connecticut.

## Výskyt v kultuře
Příběhy záchrany Židů pomocí člunu Gerda III byl zpracován v dánském filmu A day in October (1991) a roku 2017 v dokumentární sérii Válečné lodě.